# اود نیدورپ
اود نیدورپ (به هلندی: Oude Niedorp) یک منطقهٔ مسکونی در هلند است که در هولاندس کرون واقع شده‌است. اود نیدورپ ۴۲۰ نفر جمعیت دارد.